# Barbara Schöneberger
Barbara von Schierstädt (prej Schöneberger), nemška televizijska voditeljica, igralka in pevka, * 5. marec 1974, München, Nemčija

## Zgodnje življenje
Schöneberger je rodila kot edini otrok očetu klarinetistu Hansu Schönebergerja in mami Annemarii. V Augsburgu je študirala sociologijo, umetnostno zgodovino in komunikologijo.

## Kariera
Od leta 1999 je Schönebergerjeva vodila več oddaj na nemški televiziji, med drugim je imela tudi svojo oddajo »Die Schöneberger Show« Za svoje vodenje je bila tudi nominirana za nagrado Grimme. Igrala je tudi v številnih televizijskih filmih in vodila več podelitv nagrad. Vse od leta 2015 pa je tudi nemška tiskovna predstavnica za Pesem Evrovizije ter od leta 2015 podeljeje točke nemške strokovne žirije na tem tekmovanju.
Leta 2007 je Schöneberger izdala svoj prvi studijski album »Jetzt singt sie auch noch!«. Dve leti kasneje je izdala svoj drugi album »Nochmal, nur anders«. Leta 2014 je napovedala svojo prvo glasbeno turnejo po Nemčiji. 25. oktobra 2013 je izšel njen tretji album. 1. maja 2018 je izšel še njen četrti album »Eine Frau gives Informations«.

## Osebno življenje
Schönebergerjeva živi v Berlinu s svojim drugim možem Maximilianom von Schierstädtom in ima dva otroka. Sodeluje v nemški bazi darovalcev kostnega mozga in je večkrat moderirala Dreamball DKMS. Leta 2009 je bila za svojo predanost nagrajena z nagrado Douglas Hope Carrier. Poleg tega je skupaj s televizijskim voditeljem Oliverjem Welkejem tudi dolgoletna ambasadorka mednarodne organizacije za pomoč otrokom terre des hommes.